# Номтоев, Цокто Номтоевич
Номто́ев Цокто́ Номто́евич (бур. Номтын Согто; 24 апреля 1910 — 12 марта 2003) — бурятский писатель. Герой Социалистического Труда (1968). Народный писатель Бурятии (1990).

## Биография
Цокто Номтоев родился в улусе Куорка (ныне Кижингинский район Бурятии) в семье скотовода 24 апреля 1910 года. Рано остался сиротой, был пастухом. В возрасте 14 лет пошёл в начальную школу и освоил её программу за год. В 1930 году окончил семилетнюю школу и поступил в Бурят-Монгольский педагогический техникум в Верхнеудинске. По окончании техникума работал учителем бурятского языка и литературы в Эхирит-Булагатском аймаке Восточно-Сибирского края. В 1932 году поступил в педагогический техникум в Кяхте. В 1934—1936 годах служил в РККА. После стал работать школьным учителем в Еравнинском аймаке Бурят-Монгольской АССР и вскоре был выбран депутатом аймачного совета.
Участвовал в Великой Отечественной войне, сражался под Сталинградом и Курском, дошёл до Кёнигсберга, а после участвовал в войне с Японией. С 1946 года вновь на педагогической работе. С 1949 по 1970 год был директором средней школы в селе Ульдурга Еравнинского района. В 1968 году за вклад в дело обучения и коммунистического воспитания учащихся Цокто Номтоеву было присвоено звание Героя Социалистического Труда. В 1990 году получил звание народного писателя Бурятии.

## Творчество
Начал писать в конце 1920-х годов. Первая его книга вышла отдельным изданием в 1930 году. В 1939 году из под его пера вышла книга «Хусэн». В 1949 году вышел сборник поэзии «Сила». Крупнейшим произведением Номтоева стал роман «Таёжная река — Витим», увидевший свет в 1980 году. Этот роман был удостоен Государственной премии Бурятской АССР.